# Kouria
Pour les articles homonymes, voir Kouria (Burkina Faso).
Pour l’article ayant un titre homophone, voir Kuria.
Kouria (russe : Курья) est une localité de Russie dans le kraï de l'Altaï en Sibérie, située à près de 400 km au sud de Novossibirsk. Elle est le centre administratif du raïon de Kuryinsky, et comptait 3 835 habitants en 2010, après avoir eu jusqu'à 4 394 habitants en 1989, puis 4 292 habitants en 2002.
Elle est le village natal de Mikhaïl Kalachnikov (1919-2013), né dans une famille paysanne koulak, devenu ingénieur et un lieutenant-général, il sera l'inventeur du célèbre fusil d'assaut, l'AK-47.